# Maksymilian Sitek
Maksymilian Sitek (ur. 4 grudnia 2000 w Rzeszowie) – polski piłkarz występujący na pozycji pomocnika w polskim klubie Podbeskidzie Bielsko-Biała.

## Kariera klubowa
Karierę rozpoczął w Stali Rzeszów, skąd w 2012 został wypożyczony do Resovii. W 2013 rozpoczął swoją przygodę z Legią Warszawa. W 2017 został przeniesiony z Akademii Legii Warszawa do Legii Warszawa U-19. Latem 2018 rozpoczął swoją karierę seniorską w zespole Siarki Tarnobrzeg. Po roku przeszedł do Legii II Warszawa, skąd został wypożyczony do Puszczy Niepołomice, gdzie po raz pierwszy rozegrał mecze na drugim poziomie rozgrywkowym. 16 sierpnia 2020 został wykupiony przez Podbeskidzie Bielsko-Biała za kwotę 35 tys. €. Tam zadebiutował w Ekstraklasie i rozegrał w niej 18 spotkań, strzelając 1 bramkę. Po spadku Podbeskidzia z Ekstraklasy został wypożyczony do Stali Mielec za kwotę 350 tys. €.
W sezonie 2024/25 był wypożyczony do ŁKSu Łódź.